# Henrik Schager
Axel Oskar Henrik Schager, född 28 september 1870 i Stockholm, död 3 mars 1934 i Kneippbaden, Norrköping, var en svensk mystiker, sångdiktare och central förkunnare inom Flodbergskretsen och svensk frikyrklighet, främst pingströrelsen. Han har gått till historien genom en sång som finns med i många frikyrkliga sångböcker, "Nu är försoningsdagen kommen för världen all". 
Schager arbetade som tulltjänsteman, och utgav under tiden 1924–1926 en tidskrift, "Det fördolda lifvet" tillsammans med Hjalmar Ekström. Här finns många av hans texter bevarade, samt översättningar av gamla mystika författare.
Schager var i sin förkunnelse och sina sånger starkt präglad av helgelserörelsen och hade en förkärlek för allegoriseringar av Gamla Testamentet. Han är begravd på Borgs kyrkogård.
Henrik Schager var bror till Ingeborg Schager och halvbror till Nils Schager. Han var far till Henrik Schager.